# روبن وزو
روبن میگل نونس وزو (پرتغالی: Rúben Miguel Nunes Vezo؛ زادهٔ ۲۵ آوریل ۱۹۹۴) بازیکن فوتبال اهل پرتغال است.
از باشگاه‌هایی که در آن بازی کرده‌است می‌توان به ویتوریا ستوبال، والنسیا، گرانادا و لوانته اشاره کرد.